# Bergheim, Österrike
Bergheim är en ort och kommun i Österrike. Den ligger i distriktet Salzburg-Umgebung i förbundslandet Salzburg,  250 kilometer väster om huvudstaden Wien. Kommunen gränsar i nordväst mot Bayern i Tyskland.
Kommunen består av fem orter (Ortschaften) (inom parentes invånarantal 1 januari 2024):
- Bergheim (3 162)
- Lengfelden (1 457)
- Muntigl (498)
- Plain (365)
- Voggenberg (371)